# Ginnungagap
Nella mitologia norrena il Ginnungagap (letteralmente "varco spalancato") era l'abisso cosmico che esisteva prima della creazione. Come dice il Gylfaginning, a un certo punto, si formarono due regioni alle estremità del Ginnungagap: a nord, il gelato Niflheimr, a sud l'insopportabile calore del Múspellsheimr. 
Al centro del Niflheimr vi era il pozzo di Hvergelmir, da cui sgorgavano con fragore gli undici fiumi Élivágar: Svöl, Gunnþrá, Fiörm, Fimbulþul, Slíðr, Hríð, Sylgr, Ylgr, Víð, Leiptr e Gjöll. Gli Élivágar giunsero così lontano dalla loro sorgente che la loro schiuma velenosa s'indurì formando strati di brina e di ghiaccio, che ricoprirono tutto il Ginnungagap.
A nord il Ginnungagap era battuto dai venti e dalle piogge provenienti dal Niflheimr, incrostato della brina depositata dagli Élivágar. Il lato meridionale era invece illuminato dai bagliori e dalle scintille provenienti dal Múspellsheimr. Allorché il vento caldo scivolò sulla brina, questa si sciolse e da quelle gocce sorse alla vita il primo di tutti gli esseri, Ymir, padre dei giganti del ghiaccio.